# Декриер, Жорж
Жорж Декрие́р (фр. Georges Descrieres, настоящее имя — Жорж Рене́ Берже́ (фр. Georges René Bergé); 15 апреля 1930, Бордо — 19 октября 2013, Канны) — французский актёр театра и кино, популярный в 1960-х годах. Советским кинозрителям известен главным образом по роли Атоса в кинофильме «Три мушкетёра».

## Биография
Жорж Декриер родился 15 апреля 1930 года в городе Бордо. Со временем взял фамилию матери. Будучи подростком, Жорж во время войны попал под бомбёжку и получил 11 ранений, из-за чего через восемь лет во время операции у него на правом колене остался шрам.
Когда он поступил в Консерваторию, он изучал мастерство актёра, и благодаря этому получил две премии (первая — за роль на выпускном спектакле; вторая — за роль в комедии). По совету своего преподавателя Жорж в конце 1940-х переехал в Париж, и перед тем, как поступить в Парижскую консерваторию, он занимался на курсах у Пьера Ренуара.
Когда он окончил эту консерваторию, он в 1954 году начал сниматься в кино, и первым фильмом, где он впервые сыграл свою роль, стал фильм «Красное и чёрное» (режиссёр К. Отан-Лара). Следующие два фильма c его участием стали «Сын Каролины Шери» и «Здравствуйте, доктор». В 1959 году он в фильме «Женитьба Фигаро» сыграл роль графа Альмавивы. Примерно в это же время он участвовал в постановках пьес Пьера Корнеля, Александра Дюма, Дени Дидро, Мольера, Бомарше и других. С 1955 года играл в парижском театре «Комеди Франсэз».
Когда во Франции в 1959 году сняли чёрно-белый телефильм «Три мушкетёра» по роману Александра Дюма-отца, он в образе лорда Винтера экспериментировал с классикой вместе с молодым 26-летним Жаном-Полем Бельмондо в роли д’Артаньяна. В 1961 году, когда опять-таки во Франции (на этот раз совместно с Италией), режиссёр Бернар Бордери снял очередной фильм о трёх мушкетёрах, Жорж Декриер в этот раз сыграл Атоса вместе с Жераром Барре в роли д’Артаньяна. Выбор актёра на роль Атоса оказался очень удачным. Граф де Ла Фер — Атос в исполнении Жоржа Декриера для многочисленных поклонников этого фильма в СССР стал образцом смелости, преданности в дружбе, житейской мудрости и какого-то особенного шарма «благородных манер» дворянского сословия Франции времён Людовика XIII.
Но, тем не менее, он продолжал оставаться человеком театра, исполняя, в основном, роли из классического репертуара. В 1979—1985 гг. он преподавал в студии театра. В 1971 году Жорж сыграл роль Арсена Люпена (героя романа Мориса Леблана), и благодаря этому за его действиями следила вся Франция, из-за чего он впоследствии удостоился таких эпитетов, как «блестящий, гениальный». Также Жорж в различных телевизионных фильмах и сериалах выступал в образах таких исторических личностей, как Ришельё, Луи Бонапарт, герцог де Бофор и другие. Фильмом, где он сыграл свою последнюю роль, стал фильм «Комики» (1996).
Жорж Декриер до конца жизни оставался одним из выдающихся и значимых актёров французского кино. Актриса Людмила Микаэль с теплотой говорила о нём как об актёре, который помогал партнёрам. В последние годы Декриер жил в живописном местечке Маганьос (недалеко от Граса). Умер 19 октября 2013 года в городе Канны.

### Личная жизнь
В частной жизни Жорж Декриер не был затворником, очень любил спорт и путешествия. Был дважды женат. Имеет двух дочерей — Сильвию Берже (актрису театра «Комеди Франсез») и Софи.

## Фильмография
- 1954 — Красное и чёрное
- 1955 — Аристократы
- 1955 — Сын Каролины Шери
- 1956 — Здравствуйте, доктор
- 1959 — Три мушкетёра
- 1959 — Свадьба Фигаро
- 1961 — Нынче вечером или никогда
- 1961 — Три мушкетёра (Италия, Франция)
- 1962 — Солнце в твоих глазах
- 1967 — Двое на дороге (Великобритания)
- 1968 — Человек с бьюиком
- 1976 — Берегите глаза!
- 1977 — Ришельё
- 1978 — Гороскоп
- 1978 — Сахар
- 1982 — Что может уломать женщину?
- 1987 — Человек не был там
- 1989 — Чарли «Шампань» (Канада)
- 1996 — Комики

## Награды
- Офицерский знак ордена Почётного легиона был вручён президентом Жаком Шираком в январе 2004 года[3].
- Великий офицер ордена «За заслуги» (Франция).